# SINNERS-EP
『SINNERS-EP』は、lynch.の2枚目のミニ・アルバムである。2017年5月31日にキングレコードから発売された。

## 解説
初回盤と通常盤の2形態でリリース。初回盤に付くDVDには「TRIGGER feat. J」のMVを収録。
タイトルについて葉月曰く「なかったことにはしたくないし、とにかく隠したくないんですよ。“そこも背負った上でやっていきます”という意思表示を示したかった」とのこと。当時、明徳の件で良くも悪くも注目が集まっており、葉月自身も色んな想いはあったが、「復活」以外の選択肢は無かったという。だったらそれにあたって「どう復活するのがベストか？」をずっと考えた結果、「再始動したときにCDがあったらいい」「シングル以上のサイズで、且つインパクトのあるものにしなきゃなということ」「全曲ベーシストを変える」ということから、本作の制作が決まったという。
ベーシストに関しては、自分達の音楽的なルーツとなる人など、「純粋に弾いて欲しい人」にオファーしたという。ダメ元でオファーした人もいたが、結果的に全員からOKをもらったとのこと。
本作に関しては葉月曰く「前作『AVANTGARDE』の延長線上にある感じ」とのことで、曲順などは特に意識はしていなかったという。また、歌詞については「今と未来を、しっかりわかりやすい言葉で書きたかった」とのことで、「ファンに向けて強いメッセージを持った曲ってライブのときにものすごい力を発揮するんだということ」を、本作の制作までの2～3年間に気付き、活かしたという。玲央も「今起こっている状況を冷静に考えたときに、自分たちが一番に出すべき言葉ってそういうことだと思うので。おのずと歌詞に反映されたのかな、という印象はある」とのこと。
明徳復帰後は本作の全曲と、シングル「BLOOD THIRSTY CREATURE」の収録曲全曲を、明徳によるベースで再録音し纏めた『SINNERS -no one can fake my blood-』として発売された。

## 収録曲
1. SIN (instrumental)
2. TRIGGER feat. J
葉月曰く、Jには2016年頃に仮オファーを出したという[4][注 3]。そしてドラムとギター、そして打ち込みのベースを入れた曲のファイルをJに送ったところ、3パターンのベースの音声ファイルが届いたという。その中から曲に合ったものを選んだ、とのこと[7]。
本作のリードトラックであり、MVも製作された。
3. BLACK OUT DESTROY feat. 人時
本曲のレコーディングにあたって、明徳や他のメンバーとも交流がよくあった人時が、真っ先に連絡をくれたという[8]。
激しさだけでなく、サビやCメロにもある、ベースのうねりも重視した曲[8]。
4. KALEIDO feat. T$UYO$HI
2016年の秋頃から存在していた曲[9]で、当時はワンコーラス程度しか無かったものを、本作の制作に当たって完成させたという[4]。また、ベースを弾いてもらう前に、あえて歌詞を先に送った唯一の曲でもある。ちなみにそのテーマは「死」で、葉月の友人が翌年の2月に急逝したことを受けて書いた、とのこと[2]。
元々T$UYO$HIには「BLACK OUT DESTROY」で参加してもらう予定だったが、葉月はT$UYO$HIの歌モノや静かな曲での演奏が好きだったのと、T$UYO$HIのベースプレイを、リスナーの皆にも知らせたいとの想いから、この曲にしたという[9]。
5. DIES IRAE feat. YOSHIHIRO YASUI
キッカケはSADSのGOからの紹介[7]。BPM240というかなり速めの曲[9]で、安井からはフルピッキングで弾いたトラックを返されたという[9]。晁直曰く「メタルの曲のベースっていうものがまさに具現化されて、嬉しかったです」とのこと[4]。
6. SORROW feat. YUKKE
「KALEIDO」と同じく、本作制作前(2～3年前くらい)からあった曲[5]で、ベーシストは悠介が指名したという[5][2]。エンジニアとしてミヤも参加した。
翌年『SINNERS -no one can fake my blood-』として再リリースされた時にはMVも制作された。